# Фастоскі тема
Те́ма Фастоскі — тема в шаховій композиції. Суть теми — в першій фазі виникають мати в тематичних варіантах з самозв'язуванням чорних фігур, після вступного ходу зв'язується інша фігура і на ті ж захисти, що були в попередній фазі виникають нові мати на зв'язку.

## Історія
Ідею запропонував шаховий композитор П. Фастоскі.
В першій фазі задачі є, або ілюзорна гра, або хибний слід, з варіантами ходів чорних фігур із самозв'язуванням, на які виникають мати на зв'язку. В рішенні чорні вступним ходом зв'язують іншу фігуру, тематичні ходи чорних ті ж самі, але виникають нові мати на зв'язку іншої, щойно зв'язаної, чорної фігури.
Ідея дістала назву — тема Фастоскі. Цей задум має анти-форму.
|   | a | b | c | d | e | f | g | h |   |
| 8 | d8 біла тура · e8 біла тура · e7 білий король · b6 чорний пішак · c6 чорний пішак · e5 чорний король · f5 чорна тура · c4 чорна тура · e4 білий пішак · h4 чорний пішак · e3 білий ферзь · d2 білий слон · b1 чорний слон · e1 білий кінь | d8 біла тура · e8 біла тура · e7 білий король · b6 чорний пішак · c6 чорний пішак · e5 чорний король · f5 чорна тура · c4 чорна тура · e4 білий пішак · h4 чорний пішак · e3 білий ферзь · d2 білий слон · b1 чорний слон · e1 білий кінь | d8 біла тура · e8 біла тура · e7 білий король · b6 чорний пішак · c6 чорний пішак · e5 чорний король · f5 чорна тура · c4 чорна тура · e4 білий пішак · h4 чорний пішак · e3 білий ферзь · d2 білий слон · b1 чорний слон · e1 білий кінь | d8 біла тура · e8 біла тура · e7 білий король · b6 чорний пішак · c6 чорний пішак · e5 чорний король · f5 чорна тура · c4 чорна тура · e4 білий пішак · h4 чорний пішак · e3 білий ферзь · d2 білий слон · b1 чорний слон · e1 білий кінь | d8 біла тура · e8 біла тура · e7 білий король · b6 чорний пішак · c6 чорний пішак · e5 чорний король · f5 чорна тура · c4 чорна тура · e4 білий пішак · h4 чорний пішак · e3 білий ферзь · d2 білий слон · b1 чорний слон · e1 білий кінь | d8 біла тура · e8 біла тура · e7 білий король · b6 чорний пішак · c6 чорний пішак · e5 чорний король · f5 чорна тура · c4 чорна тура · e4 білий пішак · h4 чорний пішак · e3 білий ферзь · d2 білий слон · b1 чорний слон · e1 білий кінь | d8 біла тура · e8 біла тура · e7 білий король · b6 чорний пішак · c6 чорний пішак · e5 чорний король · f5 чорна тура · c4 чорна тура · e4 білий пішак · h4 чорний пішак · e3 білий ферзь · d2 білий слон · b1 чорний слон · e1 білий кінь | d8 біла тура · e8 біла тура · e7 білий король · b6 чорний пішак · c6 чорний пішак · e5 чорний король · f5 чорна тура · c4 чорна тура · e4 білий пішак · h4 чорний пішак · e3 білий ферзь · d2 білий слон · b1 чорний слон · e1 білий кінь | 8 |
| 7 | d8 біла тура · e8 біла тура · e7 білий король · b6 чорний пішак · c6 чорний пішак · e5 чорний король · f5 чорна тура · c4 чорна тура · e4 білий пішак · h4 чорний пішак · e3 білий ферзь · d2 білий слон · b1 чорний слон · e1 білий кінь | d8 біла тура · e8 біла тура · e7 білий король · b6 чорний пішак · c6 чорний пішак · e5 чорний король · f5 чорна тура · c4 чорна тура · e4 білий пішак · h4 чорний пішак · e3 білий ферзь · d2 білий слон · b1 чорний слон · e1 білий кінь | d8 біла тура · e8 біла тура · e7 білий король · b6 чорний пішак · c6 чорний пішак · e5 чорний король · f5 чорна тура · c4 чорна тура · e4 білий пішак · h4 чорний пішак · e3 білий ферзь · d2 білий слон · b1 чорний слон · e1 білий кінь | d8 біла тура · e8 біла тура · e7 білий король · b6 чорний пішак · c6 чорний пішак · e5 чорний король · f5 чорна тура · c4 чорна тура · e4 білий пішак · h4 чорний пішак · e3 білий ферзь · d2 білий слон · b1 чорний слон · e1 білий кінь | d8 біла тура · e8 біла тура · e7 білий король · b6 чорний пішак · c6 чорний пішак · e5 чорний король · f5 чорна тура · c4 чорна тура · e4 білий пішак · h4 чорний пішак · e3 білий ферзь · d2 білий слон · b1 чорний слон · e1 білий кінь | d8 біла тура · e8 біла тура · e7 білий король · b6 чорний пішак · c6 чорний пішак · e5 чорний король · f5 чорна тура · c4 чорна тура · e4 білий пішак · h4 чорний пішак · e3 білий ферзь · d2 білий слон · b1 чорний слон · e1 білий кінь | d8 біла тура · e8 біла тура · e7 білий король · b6 чорний пішак · c6 чорний пішак · e5 чорний король · f5 чорна тура · c4 чорна тура · e4 білий пішак · h4 чорний пішак · e3 білий ферзь · d2 білий слон · b1 чорний слон · e1 білий кінь | d8 біла тура · e8 біла тура · e7 білий король · b6 чорний пішак · c6 чорний пішак · e5 чорний король · f5 чорна тура · c4 чорна тура · e4 білий пішак · h4 чорний пішак · e3 білий ферзь · d2 білий слон · b1 чорний слон · e1 білий кінь | 7 |
| 6 | d8 біла тура · e8 біла тура · e7 білий король · b6 чорний пішак · c6 чорний пішак · e5 чорний король · f5 чорна тура · c4 чорна тура · e4 білий пішак · h4 чорний пішак · e3 білий ферзь · d2 білий слон · b1 чорний слон · e1 білий кінь | d8 біла тура · e8 біла тура · e7 білий король · b6 чорний пішак · c6 чорний пішак · e5 чорний король · f5 чорна тура · c4 чорна тура · e4 білий пішак · h4 чорний пішак · e3 білий ферзь · d2 білий слон · b1 чорний слон · e1 білий кінь | d8 біла тура · e8 біла тура · e7 білий король · b6 чорний пішак · c6 чорний пішак · e5 чорний король · f5 чорна тура · c4 чорна тура · e4 білий пішак · h4 чорний пішак · e3 білий ферзь · d2 білий слон · b1 чорний слон · e1 білий кінь | d8 біла тура · e8 біла тура · e7 білий король · b6 чорний пішак · c6 чорний пішак · e5 чорний король · f5 чорна тура · c4 чорна тура · e4 білий пішак · h4 чорний пішак · e3 білий ферзь · d2 білий слон · b1 чорний слон · e1 білий кінь | d8 біла тура · e8 біла тура · e7 білий король · b6 чорний пішак · c6 чорний пішак · e5 чорний король · f5 чорна тура · c4 чорна тура · e4 білий пішак · h4 чорний пішак · e3 білий ферзь · d2 білий слон · b1 чорний слон · e1 білий кінь | d8 біла тура · e8 біла тура · e7 білий король · b6 чорний пішак · c6 чорний пішак · e5 чорний король · f5 чорна тура · c4 чорна тура · e4 білий пішак · h4 чорний пішак · e3 білий ферзь · d2 білий слон · b1 чорний слон · e1 білий кінь | d8 біла тура · e8 біла тура · e7 білий король · b6 чорний пішак · c6 чорний пішак · e5 чорний король · f5 чорна тура · c4 чорна тура · e4 білий пішак · h4 чорний пішак · e3 білий ферзь · d2 білий слон · b1 чорний слон · e1 білий кінь | d8 біла тура · e8 біла тура · e7 білий король · b6 чорний пішак · c6 чорний пішак · e5 чорний король · f5 чорна тура · c4 чорна тура · e4 білий пішак · h4 чорний пішак · e3 білий ферзь · d2 білий слон · b1 чорний слон · e1 білий кінь | 6 |
| 5 | d8 біла тура · e8 біла тура · e7 білий король · b6 чорний пішак · c6 чорний пішак · e5 чорний король · f5 чорна тура · c4 чорна тура · e4 білий пішак · h4 чорний пішак · e3 білий ферзь · d2 білий слон · b1 чорний слон · e1 білий кінь | d8 біла тура · e8 біла тура · e7 білий король · b6 чорний пішак · c6 чорний пішак · e5 чорний король · f5 чорна тура · c4 чорна тура · e4 білий пішак · h4 чорний пішак · e3 білий ферзь · d2 білий слон · b1 чорний слон · e1 білий кінь | d8 біла тура · e8 біла тура · e7 білий король · b6 чорний пішак · c6 чорний пішак · e5 чорний король · f5 чорна тура · c4 чорна тура · e4 білий пішак · h4 чорний пішак · e3 білий ферзь · d2 білий слон · b1 чорний слон · e1 білий кінь | d8 біла тура · e8 біла тура · e7 білий король · b6 чорний пішак · c6 чорний пішак · e5 чорний король · f5 чорна тура · c4 чорна тура · e4 білий пішак · h4 чорний пішак · e3 білий ферзь · d2 білий слон · b1 чорний слон · e1 білий кінь | d8 біла тура · e8 біла тура · e7 білий король · b6 чорний пішак · c6 чорний пішак · e5 чорний король · f5 чорна тура · c4 чорна тура · e4 білий пішак · h4 чорний пішак · e3 білий ферзь · d2 білий слон · b1 чорний слон · e1 білий кінь | d8 біла тура · e8 біла тура · e7 білий король · b6 чорний пішак · c6 чорний пішак · e5 чорний король · f5 чорна тура · c4 чорна тура · e4 білий пішак · h4 чорний пішак · e3 білий ферзь · d2 білий слон · b1 чорний слон · e1 білий кінь | d8 біла тура · e8 біла тура · e7 білий король · b6 чорний пішак · c6 чорний пішак · e5 чорний король · f5 чорна тура · c4 чорна тура · e4 білий пішак · h4 чорний пішак · e3 білий ферзь · d2 білий слон · b1 чорний слон · e1 білий кінь | d8 біла тура · e8 біла тура · e7 білий король · b6 чорний пішак · c6 чорний пішак · e5 чорний король · f5 чорна тура · c4 чорна тура · e4 білий пішак · h4 чорний пішак · e3 білий ферзь · d2 білий слон · b1 чорний слон · e1 білий кінь | 5 |
| 4 | d8 біла тура · e8 біла тура · e7 білий король · b6 чорний пішак · c6 чорний пішак · e5 чорний король · f5 чорна тура · c4 чорна тура · e4 білий пішак · h4 чорний пішак · e3 білий ферзь · d2 білий слон · b1 чорний слон · e1 білий кінь | d8 біла тура · e8 біла тура · e7 білий король · b6 чорний пішак · c6 чорний пішак · e5 чорний король · f5 чорна тура · c4 чорна тура · e4 білий пішак · h4 чорний пішак · e3 білий ферзь · d2 білий слон · b1 чорний слон · e1 білий кінь | d8 біла тура · e8 біла тура · e7 білий король · b6 чорний пішак · c6 чорний пішак · e5 чорний король · f5 чорна тура · c4 чорна тура · e4 білий пішак · h4 чорний пішак · e3 білий ферзь · d2 білий слон · b1 чорний слон · e1 білий кінь | d8 біла тура · e8 біла тура · e7 білий король · b6 чорний пішак · c6 чорний пішак · e5 чорний король · f5 чорна тура · c4 чорна тура · e4 білий пішак · h4 чорний пішак · e3 білий ферзь · d2 білий слон · b1 чорний слон · e1 білий кінь | d8 біла тура · e8 біла тура · e7 білий король · b6 чорний пішак · c6 чорний пішак · e5 чорний король · f5 чорна тура · c4 чорна тура · e4 білий пішак · h4 чорний пішак · e3 білий ферзь · d2 білий слон · b1 чорний слон · e1 білий кінь | d8 біла тура · e8 біла тура · e7 білий король · b6 чорний пішак · c6 чорний пішак · e5 чорний король · f5 чорна тура · c4 чорна тура · e4 білий пішак · h4 чорний пішак · e3 білий ферзь · d2 білий слон · b1 чорний слон · e1 білий кінь | d8 біла тура · e8 біла тура · e7 білий король · b6 чорний пішак · c6 чорний пішак · e5 чорний король · f5 чорна тура · c4 чорна тура · e4 білий пішак · h4 чорний пішак · e3 білий ферзь · d2 білий слон · b1 чорний слон · e1 білий кінь | d8 біла тура · e8 біла тура · e7 білий король · b6 чорний пішак · c6 чорний пішак · e5 чорний король · f5 чорна тура · c4 чорна тура · e4 білий пішак · h4 чорний пішак · e3 білий ферзь · d2 білий слон · b1 чорний слон · e1 білий кінь | 4 |
| 3 | d8 біла тура · e8 біла тура · e7 білий король · b6 чорний пішак · c6 чорний пішак · e5 чорний король · f5 чорна тура · c4 чорна тура · e4 білий пішак · h4 чорний пішак · e3 білий ферзь · d2 білий слон · b1 чорний слон · e1 білий кінь | d8 біла тура · e8 біла тура · e7 білий король · b6 чорний пішак · c6 чорний пішак · e5 чорний король · f5 чорна тура · c4 чорна тура · e4 білий пішак · h4 чорний пішак · e3 білий ферзь · d2 білий слон · b1 чорний слон · e1 білий кінь | d8 біла тура · e8 біла тура · e7 білий король · b6 чорний пішак · c6 чорний пішак · e5 чорний король · f5 чорна тура · c4 чорна тура · e4 білий пішак · h4 чорний пішак · e3 білий ферзь · d2 білий слон · b1 чорний слон · e1 білий кінь | d8 біла тура · e8 біла тура · e7 білий король · b6 чорний пішак · c6 чорний пішак · e5 чорний король · f5 чорна тура · c4 чорна тура · e4 білий пішак · h4 чорний пішак · e3 білий ферзь · d2 білий слон · b1 чорний слон · e1 білий кінь | d8 біла тура · e8 біла тура · e7 білий король · b6 чорний пішак · c6 чорний пішак · e5 чорний король · f5 чорна тура · c4 чорна тура · e4 білий пішак · h4 чорний пішак · e3 білий ферзь · d2 білий слон · b1 чорний слон · e1 білий кінь | d8 біла тура · e8 біла тура · e7 білий король · b6 чорний пішак · c6 чорний пішак · e5 чорний король · f5 чорна тура · c4 чорна тура · e4 білий пішак · h4 чорний пішак · e3 білий ферзь · d2 білий слон · b1 чорний слон · e1 білий кінь | d8 біла тура · e8 біла тура · e7 білий король · b6 чорний пішак · c6 чорний пішак · e5 чорний король · f5 чорна тура · c4 чорна тура · e4 білий пішак · h4 чорний пішак · e3 білий ферзь · d2 білий слон · b1 чорний слон · e1 білий кінь | d8 біла тура · e8 біла тура · e7 білий король · b6 чорний пішак · c6 чорний пішак · e5 чорний король · f5 чорна тура · c4 чорна тура · e4 білий пішак · h4 чорний пішак · e3 білий ферзь · d2 білий слон · b1 чорний слон · e1 білий кінь | 3 |
| 2 | d8 біла тура · e8 біла тура · e7 білий король · b6 чорний пішак · c6 чорний пішак · e5 чорний король · f5 чорна тура · c4 чорна тура · e4 білий пішак · h4 чорний пішак · e3 білий ферзь · d2 білий слон · b1 чорний слон · e1 білий кінь | d8 біла тура · e8 біла тура · e7 білий король · b6 чорний пішак · c6 чорний пішак · e5 чорний король · f5 чорна тура · c4 чорна тура · e4 білий пішак · h4 чорний пішак · e3 білий ферзь · d2 білий слон · b1 чорний слон · e1 білий кінь | d8 біла тура · e8 біла тура · e7 білий король · b6 чорний пішак · c6 чорний пішак · e5 чорний король · f5 чорна тура · c4 чорна тура · e4 білий пішак · h4 чорний пішак · e3 білий ферзь · d2 білий слон · b1 чорний слон · e1 білий кінь | d8 біла тура · e8 біла тура · e7 білий король · b6 чорний пішак · c6 чорний пішак · e5 чорний король · f5 чорна тура · c4 чорна тура · e4 білий пішак · h4 чорний пішак · e3 білий ферзь · d2 білий слон · b1 чорний слон · e1 білий кінь | d8 біла тура · e8 біла тура · e7 білий король · b6 чорний пішак · c6 чорний пішак · e5 чорний король · f5 чорна тура · c4 чорна тура · e4 білий пішак · h4 чорний пішак · e3 білий ферзь · d2 білий слон · b1 чорний слон · e1 білий кінь | d8 біла тура · e8 біла тура · e7 білий король · b6 чорний пішак · c6 чорний пішак · e5 чорний король · f5 чорна тура · c4 чорна тура · e4 білий пішак · h4 чорний пішак · e3 білий ферзь · d2 білий слон · b1 чорний слон · e1 білий кінь | d8 біла тура · e8 біла тура · e7 білий король · b6 чорний пішак · c6 чорний пішак · e5 чорний король · f5 чорна тура · c4 чорна тура · e4 білий пішак · h4 чорний пішак · e3 білий ферзь · d2 білий слон · b1 чорний слон · e1 білий кінь | d8 біла тура · e8 біла тура · e7 білий король · b6 чорний пішак · c6 чорний пішак · e5 чорний король · f5 чорна тура · c4 чорна тура · e4 білий пішак · h4 чорний пішак · e3 білий ферзь · d2 білий слон · b1 чорний слон · e1 білий кінь | 2 |
| 1 | d8 біла тура · e8 біла тура · e7 білий король · b6 чорний пішак · c6 чорний пішак · e5 чорний король · f5 чорна тура · c4 чорна тура · e4 білий пішак · h4 чорний пішак · e3 білий ферзь · d2 білий слон · b1 чорний слон · e1 білий кінь | d8 біла тура · e8 біла тура · e7 білий король · b6 чорний пішак · c6 чорний пішак · e5 чорний король · f5 чорна тура · c4 чорна тура · e4 білий пішак · h4 чорний пішак · e3 білий ферзь · d2 білий слон · b1 чорний слон · e1 білий кінь | d8 біла тура · e8 біла тура · e7 білий король · b6 чорний пішак · c6 чорний пішак · e5 чорний король · f5 чорна тура · c4 чорна тура · e4 білий пішак · h4 чорний пішак · e3 білий ферзь · d2 білий слон · b1 чорний слон · e1 білий кінь | d8 біла тура · e8 біла тура · e7 білий король · b6 чорний пішак · c6 чорний пішак · e5 чорний король · f5 чорна тура · c4 чорна тура · e4 білий пішак · h4 чорний пішак · e3 білий ферзь · d2 білий слон · b1 чорний слон · e1 білий кінь | d8 біла тура · e8 біла тура · e7 білий король · b6 чорний пішак · c6 чорний пішак · e5 чорний король · f5 чорна тура · c4 чорна тура · e4 білий пішак · h4 чорний пішак · e3 білий ферзь · d2 білий слон · b1 чорний слон · e1 білий кінь | d8 біла тура · e8 біла тура · e7 білий король · b6 чорний пішак · c6 чорний пішак · e5 чорний король · f5 чорна тура · c4 чорна тура · e4 білий пішак · h4 чорний пішак · e3 білий ферзь · d2 білий слон · b1 чорний слон · e1 білий кінь | d8 біла тура · e8 біла тура · e7 білий король · b6 чорний пішак · c6 чорний пішак · e5 чорний король · f5 чорна тура · c4 чорна тура · e4 білий пішак · h4 чорний пішак · e3 білий ферзь · d2 білий слон · b1 чорний слон · e1 білий кінь | d8 біла тура · e8 біла тура · e7 білий король · b6 чорний пішак · c6 чорний пішак · e5 чорний король · f5 чорна тура · c4 чорна тура · e4 білий пішак · h4 чорний пішак · e3 білий ферзь · d2 білий слон · b1 чорний слон · e1 білий кінь | 1 |
|   | a | b | c | d | e | f | g | h |   |

1. ... Te4 2. Lc3#
1. ... Le4    2. Sd3#
1. Dg5! ~ 2. Df5#
1. ... Te4 2. Sf3#
1. ... Le4 2. Lf4#
В рішенні пройшли на ті ж самі ходи інші мати на зв'язку іншої фігури.